# 翟家街道
翟家街道，是中华人民共和国辽宁省沈阳市铁西区下辖的一个乡镇级行政单位。

## 行政区划
翟家街道下辖以下地区：
翟家新社区、宁官社区、宁鹏社区、宁民社区、郎家村、宁官村、余粮村、后谟村、曹家村和小于村。